# Labulla flahaulti
Labulla flahaulti là một loài nhện trong họ Linyphiidae.
Loài này thuộc chi Labulla. Labulla flahaulti được Eugène Simon miêu tả năm 1914.